# Paolo Giobbe
Paolo Giobbe (Roma, 10 de janeiro de 1880 - Roma, 14 de agosto de 1972) foi um cardeal italiano da Igreja Católica que serviu como Datárico Papal na Cúria Romana de 1959 a 1968, e foi elevado ao cardinalato em 1958.

## Biografia
Giobbe nasceu em Roma e estudou no Pontifício Seminário Romano (de onde obteve doutorado em teologia e direito canônico). Foi ordenado sacerdote em 4 de dezembro de 1904 e depois pastoral em Roma até 1909. Em 3 de maio de 1909 realizou uma Cerimônia Pontifícia de Supernumeração. Giobbe serviu como censor da Academia Litúrgica Romana, minutuante na Sagrada Congregação para a Propagação da Fé, e um assistente na Pontifícia Universidade Urbaniana de 1909 a 1918. Em 1911, ele era um papal Ablegatus para a imposição do vermelho birettasobre o cardeal Enrique Almaraz y Santos, arcebispo de Sevilha. Giobbe foi elevado ao posto de Prelado Interno de Sua Santidade em 6 de novembro de 1917 e reitor da Pontifícia Universidade Urbaniana em 1918.
Em 30 de março de 1925, Giobbe foi nomeado núncio na Colômbia e arcebispo titular de Ptolemais em Thebaide. Ele recebeu sua consagração episcopal no dia 26 de abril do cardeal Pietro Gasparri, com o arcebispo Tito Trocchi e o bispo Alessandro Fontana servindo como co-consagradores, na capela da Urbaniana. Como seu lema episcopal, ele escolheu: Haerere Christo - Permaneça com Cristo. Giobbe mais tarde foi nomeado Internuncio, com o título de núncio ad personam , para a Holanda em 12 de agosto de 1935, e criou Cardeal-Sacerdote de Santa Maria em Vallicella  pelo Papa João XXIII no consistório de 15 de dezembro de 1958. Assim, ele passou quase 25 anos (exceto durante a Segunda Guerra Mundial) na Holanda - para qualquer núncio um período anormalmente longo.
Giobbe foi tornado Datary Papal em 14 de novembro de 1959, e permaneceu naquele posto Curial até que foi suprimido em 1 de janeiro de 1968. Em 8 de agosto de 1961, ele foi nomeado Cardeal Patrono da Soberana Ordem Militar de Malta. De 1962 a 1965, Giobbe participou do Concílio Vaticano II, durante o qual participou do Conclave de 1963 que selecionou o Papa Paulo VI.
Giobbe morreu em Roma, aos 92 anos, como o membro mais antigo do Colégio dos Cardeais. Ele está enterrado na capela da Congregação para a Evangelização dos Povos no Campo Verano.